# فرانك فيري
فرانك فيري (بالإنجليزية: Frank Ferri)‏ هو سياسي أمريكي، ولد في 2 فبراير 1954 في رود آيلاند في الولايات المتحدة. حزبياً، نشط في الحزب الديمقراطي.

## وصلات خارجية
- الموقع الرسمي